# Moejekreek
Moejekreek, ook Moejekriki of Moejekiiki, was en is een dorp in het district Brokopondo in Suriname. Het dorp lag op de locatie waar vanaf 1964 het Brokopondostuwmeer volstroomde. Tegelijkertijd werd stroomopwaarts aan de Boven-Surinamerivier een nieuw dorp gevormd onder dezelfde naam. Het voormalige dorp kende toen 49 inwoners en het nieuw-opgezette dorp 300 verdeeld over 120 huizen (census van 2012).
Moejekreek ligt stroomopwaarts vast aan Nieuw-Lombe, dat eveneens een transmigratiedorp is. Vervoer naar Paramaribo gaat via de rivier of via bussen die vanaf Klaaskreek aan de tegenoverliggende oever vertrekken. De afstand tot de hoofdstad in 78 kilometer. In het dorp bevonden zich tijdens de telling van 2012 300 inwoners in 120 huizen.